# Miss Cameroun
Pour les articles homonymes, voir Miss.
Miss Cameroun est un concours de beauté national qui élit chaque année une jeune femme camerounaise. La  toute première édition de la compétition est organisée en 1960. Après plusieurs dizaines d'années d'inertie, le concours est relancé en 2002 sous l'égide du COMICA (Comité d'Organisation Miss Cameroun). La treizième édition organisée le 30 décembre 2017, a été remportée par Aimée Caroline Nseke.
Depuis 2013, la gagnante du concours Miss Cameroun est qualifiée pour le concours Miss Monde.
En décembre 2018, cette compétition est devenue une propriété de l'État du Cameroun par le biais du ministère des Arts et de la Culture.

## Histoire

### Miss Cameroun avant 2002
La première édition du concours Miss Cameroun est organisé en 1960 au lendemain de l'indépendance du pays. Julienne Honorine Eyenga Fouda, lauréate du concours, est la toute première Miss Cameroun. Cette première édition du concours, organisé par le ministère de la Culture porte aussi le nom le nom de Miss Indépendance.
En 1991, une seconde édition de Miss Cameroun est organisée. Elle est remportée par Aretha Makia, aujourd'hui médecin aux États-Unis,.

### Miss Cameroun depuis 2002
La première édition de la compétition Miss Cameroun telle qu'on la connait aujourd'hui s'est tenue en 2002. La compétition a été créée par Ingrid Solange Amougou, présidente du Comité d'Organisation Miss Cameroun (COMICA). 12 éditions du concours ont déjà été organisées depuis 2002.
Lors de l'édition 2002, un conflit éclate entre la présidente du comité d'organisation Solange Amougou, et la miss 2002 Agathe Pascaline Nomgne qui se voit retirer sa couronne peu de temps après sa nomination. En 2009, Solange Amougou retire sa voiture de fonction à la gagnante de l'année 2008 Joëlle Audry Amboagué. Toujours en 2009, la nouvelle nommée se plaint après l'évènement des avances inadéquats formulées par certains invités à l'évènement. Lors de l'édition 2009, plusieurs faux-pas sèment d'ailleurs le trouble sur la régularité du concours : La gagnante est entourée de trois dauphines au lieu de deux, et son âge ne semble pas bien défini. Lors de l'édition 2011 de l'évènement, la présidente du comité d’organisation Solange Ingrid Amougou fait scandale lorsque la rumeur circule qu'elle contrôle les résultats du concours dans les coulisses. Lors de l'édition 2018, Caroline Biloa Koumou est shortlistée dans le top 12 du concours, mais les organisateurs vont chercher une autre participante dans les coulisses insonorisées, mettant de facto Caroline Biloa Koumou hors course.

## La compétition

### Éligibilité
Pour participer au concours Miss Cameroun, il faut impérativement: 
- être de nationalité camerounaise
- être âgée entre 17 et 26 ans
- mesurer au minimum 1,68 m
- être célibataire sans enfant[15]

### Compétitions régionales
Des présélections sont organisées pour les 10 régions du pays. Au terme de ces compétitions régionales, 3 lauréates à savoir, une miss et deux dauphines sont désignées pour chacune des 10 régions, afin de prendre part à  la finale nationale.

## Les éditions Miss Cameroun

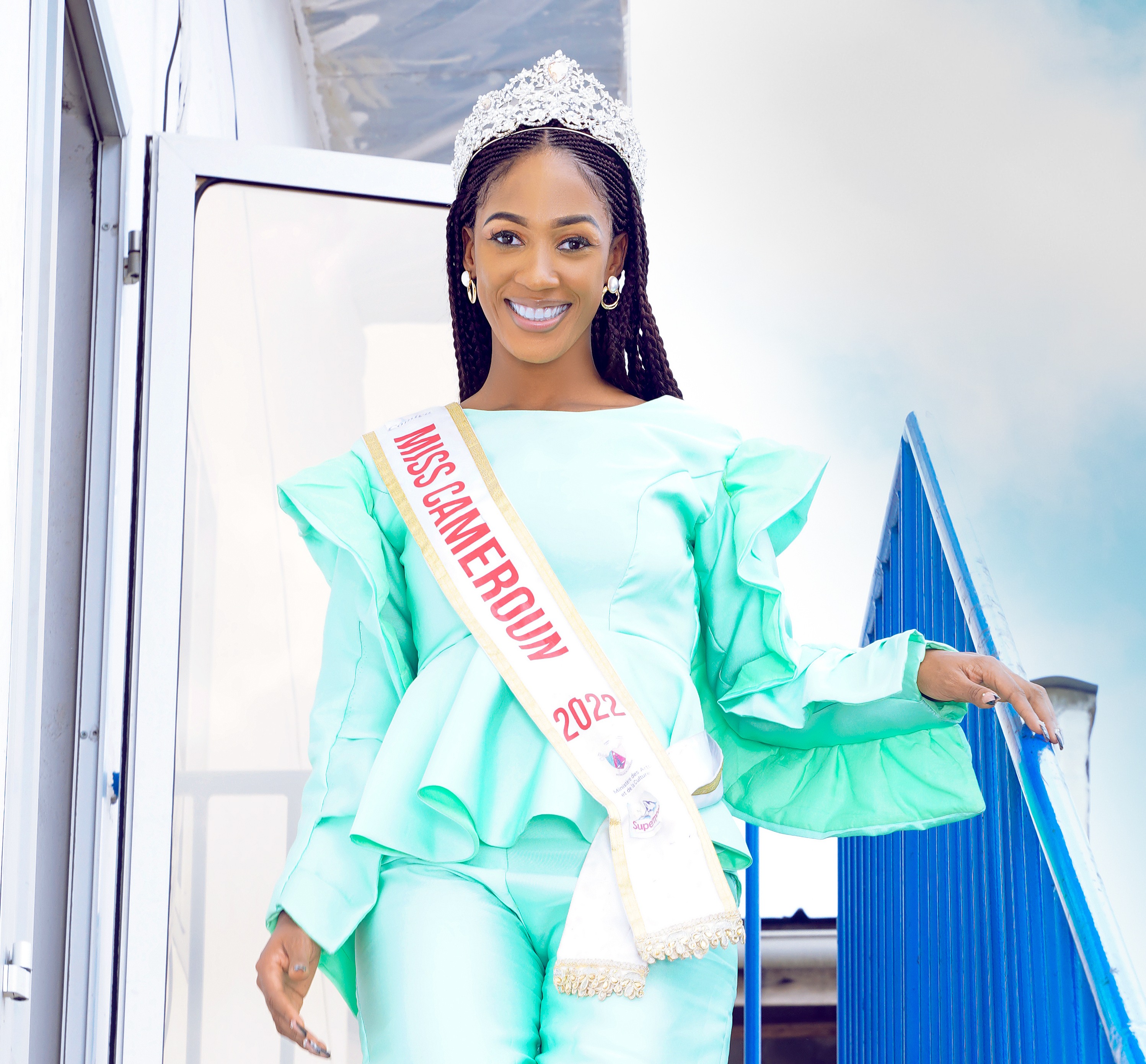
Julia Samantha Edima : Miss Cameroun 2022

La Miss Cameroun est désignée au cours de la finale qui se tient chaque année, habituellement au mois de juillet avant de se tenir au mois de décembre. La cérémonie nationale, diffusée en direct à la télévision, est présidée par un jury composé de personnalités camerounaises et étrangères. Il existe également un concoure Miss Cameroun Diaspora : en 2017, Danielle Chegue Wabo 2015, ingénieure et entrepreneur, philanthrope, artiste et reine de beauté camerounaise est élue Miss Cameroun diaspora France.

### Miss Cameroun 2013
L'édition 2013  du concours Miss Cameroun s'est tenu le 9 août 2013 au Palais des congrès de Yaoundé. La gagnante est Valérie Ayena, Miss Centre.

### Miss Cameroun 2014
La cérémonie s'est déroulée le 25 juillet 2014 au Palais des congrès de Yaoundé et a été remportée par Larissa Ngangoum.

### Miss Cameroun 2015
L'édition 2015 a eu lieu le 11 juillet 2015 au Palais des congrès de Yaoundé. Jessica Ngoua Nseme, Miss Littoral, alors âgée de 24 ans, est couronnée Miss Cameroun au terme de la compétition. Cette édition a vu la participation de Chantal Biya, la première dame du Cameroun.

### Miss Cameroun 2016
L'édition 2016 s'est tenue le 30 juillet 2016 au Palais des congrès à Yaoundé. 25 candidates issues des 10 régions du pays et de la diaspora ont pris part à cette finale. La compétition a été remportée par Julie Cheugueu Nguimfack, 1re dauphine de la région du sud-ouest. Âgée de 24 ans, Julie est à la fois étudiante en Comptabilité et chef d'une petite entreprise.

### Miss Cameroun 2018
L'édition 2018 s'est tenue le 30 décembre 2017 au Palais des congrès à Yaoundé. 25 candidates vivant au pays et à l'extérieur ont pris part à cette finale. La compétition a été remportée par Aimée Caroline Nseke, Miss Cameroun Suisse en 2016. Âgée de 21 ans, Aimée Caroline est étudiante en droit administratif.

### Miss Cameroon 2020
L'édition 2020 du concours Miss Cameroun s'est tenue le 28 décembre 2019 au Palais Polyvalent de Sports. La compétition a été remportée par Audrey Nabila Monkam, candidate anglophone  Miss de la région du Nord-Ouest.

### Miss Cameroon 2022
L'édition 2022 du concours Miss Cameroun s'est tenue le 7 janvier 2022 au Palais Polyvalent de Sports. La compétition a été remportée par Julia Samantha Edima candidate Miss de la région du Sud.

### Miss Cameroon 2023
L'édition 2023 du concours Miss Cameroun s'est tenue le 12 novembre 2022 au Palais Polyvalent de Sports. La compétition a été remportée par Ndoun Issié Marie Princesse candidate Miss de la région du Littoral,,.

## Gagnantes
| Année | Portrait | Gagnante | Lieu d'élection |
| ----- | -------- | --- | --------------- |
| 1960  |          | Julienne Honorine Eyenga Fouda | Yaoundé         |
| 1991  |          | Aretha Makia | Yaoundé         |
| 2002  |          | Diane Ngo Mouaha | Yaoundé         |
| 2004  |          | Audrey Béa Mbong | Yaoundé         |
| 2005  |          | Florence Rita Iyok | Yaoundé         |
| 2007  |          | Marthe Keza Troumba | Garoua          |
| 2008  |          | Joëlle Audrey Amboague | Abong-Mbang     |
| 2009  |          | Anne Lucrèce Ntep | Douala          |
| 2010  |          | Marie Barbara Matagnigni | Yaoundé         |
| 2011  |          | Sophie Christine Ngnamgouet | Dschang         |
| 2013  |          | Valérie Ayena | Yaoundé         |
| 2014  |          | Larissa Ngangoum | Yaoundé         |
| 2015  |          | Jessica Ngoua Nseme | Yaoundé         |
| 2016  |          | Julie Cheugueu Nguimfack destituée pour non-respect du code de conduite. Elle est remplacée par la 4e dauphine Michelle Ange Minkata Akomo | Yaoundé         |
| 2018  |          | Aimée Caroline Nseke | Yaoundé         |
| 2020  |          | Audrey Nabila Monkam | Yaoundé         |
| 2022  |          | Julia Samantha Edima | Yaoundé         |
| 2023  |          | Ndoun Issie Marie Princesse | Yaoundé         |
| 2024  |          | Noura Raïssa Njikam | Yaoundé         |